# Pachypanchax
Pachypanchax là một chi cá Killi trong họ Aplocheilidae.

## Các loài
Chi này gồm các loài
- Pachypanchax arnoulti Loiselle, 2006
- Pachypanchax omalonotus (A. H. A. Duméril, 1861)
- Pachypanchax patriciae Loiselle, 2006
- Pachypanchax playfairii (Günther, 1866) (Cá Killi vàng)
- Pachypanchax sakaramyi (Holly, 1928)
- Pachypanchax sparksorum Loiselle, 2006
- Pachypanchax varatraza Loiselle, 2006
- Pachypanchax sp. nov. 'Analava'
- Pachypanchax sp. nov. 'Sofia'
- Pachypanchax sp. nov. 'Talio'
- Pachypanchax sp. nov. 'Tsiribihina'